# Xodos
Xodos és un municipi valencià situat a la comarca de l'Alcalatén.
Confronta amb els municipis de Vistabella del Maestrat, Atzeneta del Maestrat, Llucena, El Castell de Vilamalefa i Vilafermosa.
| Vistabella del Maestrat                                              | Vistabella del Maestrat | Atzeneta del Maestrat |
| Castillo de Villamalefa Villahermosa del Río Vistabella del Maestrat |                         | Atzeneta del Maestrat |
| Llucena Castillo de Villamalefa                                      | Llucena                 | Llucena               |

## Geografia

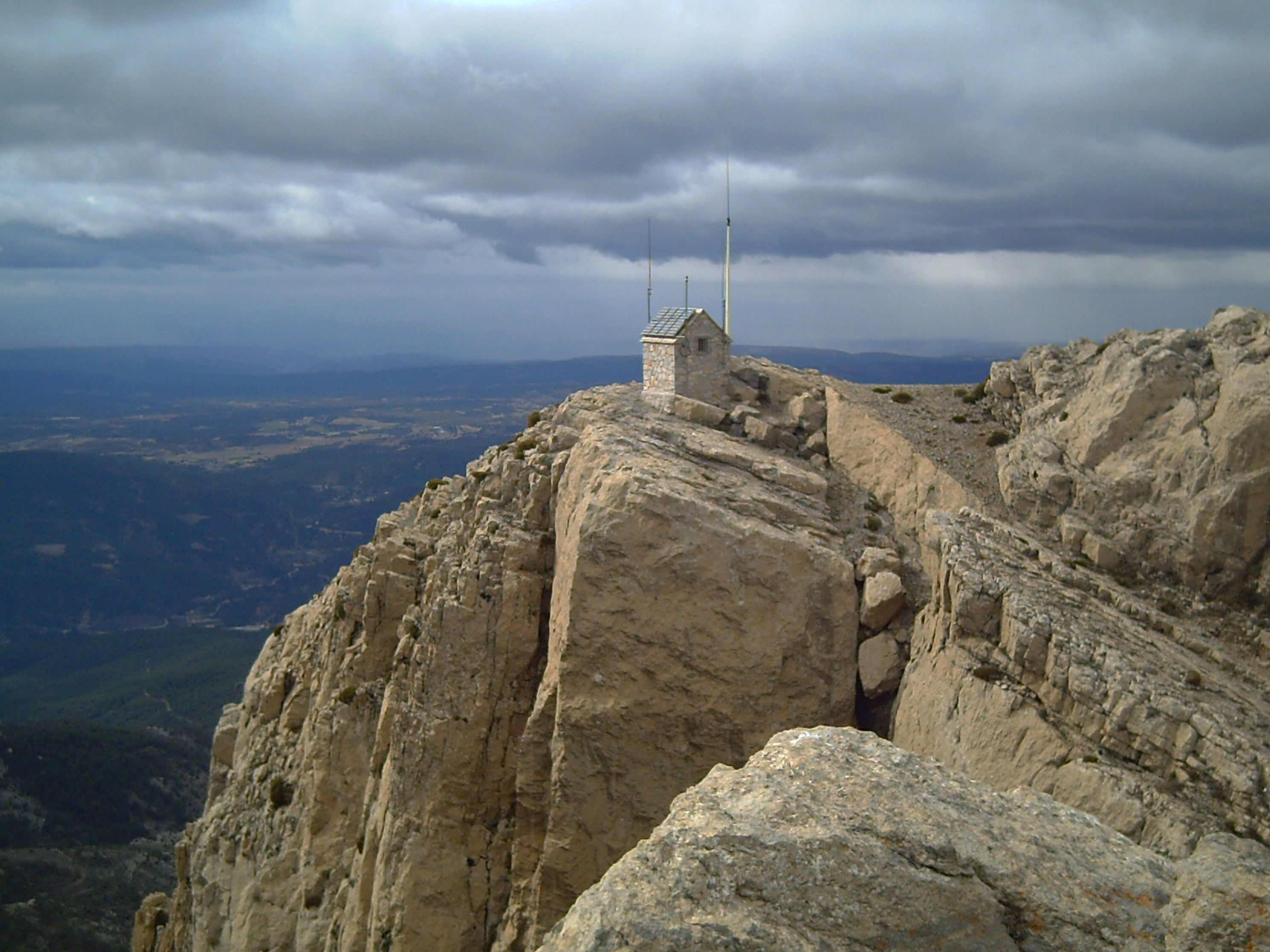
Penyagolosa, vista del cim secundari.

Es troba al vessant oriental del cim de Penyagolosa i és un dels municipis més elevats del País Valencià, amb una altitud de 1.063 metres sobre el nivell del mar. Està emplaçat dalt d'una roca, en un cingle de més de setanta metres.
Al terme de Xodos trobem algunes de les muntanyes més altes del país com ara el tossal del Marinet, amb 1.466 metres; i el cim més alt, Penyagolosa, amb 1.815 metres, on s'agermana amb els termes de Vistabella del Maestrat i Vilafermosa. Dins del seu terme naix el riu de Llucena.

## Orografia[1]
| - Cabeço Pelat - Cabeço Roig - Cantera de les Pomeres - Cap de l'Esperó - Cingla de les Estaques - Collet de la Tia Bruna - Collet del Mas de la Carrasca - Collet del Mig - Collet Roig - Cova d'En Poma - Cova de l'Aigua - Cova de l'Hedra - Cova de la Foç - Cova de la Penya - Cova de la Rebollosa - Cova de la Roca del Migdia - Cova de les Calgades - Cova de les Ermites - Cova de les Forques - Cova de les Solanilles - Cova de Pasqual - Cova de Valentí - Cova del Barranc Fosc - Cova del Bou - Cova del Cumxaratero - Cova del Ferrer - Cova del Mas de Lluís - Cova del Pla de Valero - Cova Negra - Cova Plana | - Cova Roja - El Carril - El Castell - El Cerrito - El Comptador - El Marinet - El Morral - El Motllopla - El Piló - El Tossal - El Tossalet - Els Planillars - Forat del Porc - L'Estret - La Cinglella - La Clapissa - La Llosa - La Paredassa - La Roca - Les Coronetes - Lloma Bernat - Lloma de Dalt - Lloma de Morratges - Massís de Penyagolosa - Moleta de Gargant - Molló del Comptador - Penyagolosa - Pla de la Creu (del barranc del Torreter) - Pla de la Creu (del mas de Marinet) - Pla de la Lloma | - Pla de la Vega - Roca Blanca - Roca de l'Àguila - Roca de les Calcades - Roca de les Escales - Roca del Bou - Roca del Falcó - Roca del Migdia - Roca del Roig - Roca del Toll - Roca dels Teixos - Roca Noguera - Roca Trencada - Roques de la Rebollosa - Roques de Palanca - Roques Llises - Tossal de Fraga - Tossal de l'Albagés - Tossal de la Carrascosa - Tossal de la Noguereta - Tossal de les Calgades - Tossal de les Mallades - Tossal de Sant Cristofol - Tossal del Cabeço - Tossal del Mas de Montoliu - Tossal dels Pinarejos - Tossalet de l'Erassa |

## Hidrografia[2]
| - Barranc de l'Estepar - Barranc de la Calderassa - Barranc de la Font - Barranc de la Font de les Ermites - Barranc de la Fontassa - Barranc de la Nevera - Barranc de la Noguereta - Barranc de la Rebollosa - Barranc de las Peñas - Barranc de les Calcades - Barranc de les Solanilles - Barranc de les Vallegueres - Barranc de Palanca - Barranc de Sant Miquel - Barranc de Valentí - Barranc de Xodos - Barranc del Cerrito - Barranc del Juncar - Barranc del Mas de la Lloma | - Barranc del Mas de Llach - Barranc del Mas de Montoliu - Barranc del Mas de Vela - Barranc del Mas de Vicent - Barranc del Moregot - Barranc del Torreter - Barranc dels Clots del Mas de Paulo - Barranc dels Flares - Barranc dels Forns - Barranc Fondo - El Fontanal - Font de Gargant - Font de l'Armilla - Font de l'Arxivello - Font de la Cova - Font de les Ermites - Font de Pere Vicent - Font del Baciet - Font del Cantal | - Font del Mas de la Font - Font del Mas de les Pomeres - Font del Pi - Font del Recuenco - Font del Tejuelo - Font dels Caminets - Font Nova - Font Roja - Font Trobada - Fonteta de la Valera - Fonteta del Mas d'Ahicart - Fonteta Lena - L'Aiguatxa - La Fontassa (de la casa dels Forestals) - La Fontassa (del barranc Fondo) - Les Fonts - Pou de Baix - Pou de la Carrascosa - Pou de la Noguereta |

## Partides i paratges[2]
| - Carrascal del Mas de la Font - El Bovalar - El Cabeço - El Marinet - El Mas del Miravet - El Mas de Vela - El Portellàs - Els Telleros | - Gargant - L'Estepar - La Banyadera - Pou de la Pissuela - Pou de la Rebollosa - Pou de la Vega - Pou de les Calgades - Pou de Morratges | - Pou del Llop - Pou del Mas Cremat - Ullal de la Roca Trencada - Ullal de Salvany - La Canadiella - La Lloma - La Lloma de Dalt - La Solana | - La Vega - La Venta - Les Carrasques Altes - Les Foietes - Les Voltes Roges - Ombria d'Otrelles - Racó del Mas de Paulo |

## Nuclis poblacionals[2]
| - Baix la Roca - Caseta de Ombria (de la roca del Toll) - Caseta de Ombria (de Penyagolosa) - Caseta del Pla de Valero - Caseta dels Forestals - Caseta Noguera - Corral d'Edo - Corral de les Ermites - El Cabeço - El Carrascal - El Corralet - El Masico (del barranc del Torreter) - El Masico (del carrascal del Mas de la Font) - El Planas - El Pou de l'Assor - Els Col·legials - Els Posos - Ermita de Sant Cristófol - Gargant - L'Estepar | - La Cantera - La Carbonella - La Carrascosa - La Crebada - La Moleta - La Noguereta - La Rebollosa - La Romera de Baix - La Solana - La Solaneta - La Vega - La Venta - Les Calcades - Les Mallades - Les Roques Llises - Les Solanilles - Malusa - Mas d'Ahicart de Dalt - Mas d'Arminyá - Mas d'Eduardo | - Mas d'Otrelles - Mas de Barranc - Mas de Blau - Mas de Caixó - Mas de Cotna - Mas de Griva - Mas de Joan de Maciú - Mas de Joan del Cabeço - Mas de la Carrasca - Mas de la Font - Mas de la Lloma - Mas de les Pomeres - Mas de Llamba - Mas de Llorenc - Mas de Marinet - Mas de Miravet - Mas de Montoliu - Mas de Morratges - Mas de Palanca - Mas de Paleta | - Mas de Paulo - Mas de Salvany - Mas de Sanaija - Mas de Sant Cristofol - Mas de Sergio - Mas de Vela - Mas del Curro - Mas del Porro - Mas del Pou - Mas del Roig - Mas del Sabino - Mas del Tio Celestino - Mas del Torreter - Mas del Tossal - Mas dels Marianos - Mas dels Oms - Molí de Xodos - Xodos |

## Història
El poble és d'origen àrab i forma part de la Tinença de l'Alcalatén. Des del segle xiii pertanyé, cedit en feu per Jaume I (1208-1276), al senyoriu dels Urrea. Ximén d'Urrea donà carta de poblament a dos repartidors cristians el 17 de juny de 1254, amb delme i primícia, i hi establí el fur d'Aragó. Posteriorment, passà als comtes d'Aranda i als ducs d'Híxar.

## Demografia
A data de 2022, Xodos tenia 120 habitants (INE).
| any  | habitants |
| ---- | --------- |
| 1842 | 350       |
| 1857 | 654       |
| 1860 | 725       |
| 1877 | 863       |
| 1887 | 847       |
| 1897 | 895       |
| 1900 | 928       |
| 1910 | 1.051     |
| 1920 | 1.125     |
| 1930 | 927       |
| 1940 | 891       |
| 1950 | 798       |
| 1960 | 596       |
| 1970 | 377       |
| 1981 | 181       |
| 1991 | 160       |
| 2000 | 160       |
| 2010 | 126       |
| 2020 | 106       |

## Economia
L'economia de Xodos és bàsicament agrícola i incorpora des de fa uns anys l'ajuda del turisme rural.

## Política i govern

### Corporació Municipal
El Ple de l'Ajuntament està format per 5 regidors. En les eleccions municipals de 28 de maig de 2023 foren elegits 5 regidors de Compromís per Xodos (Compromís).
| Eleccions municipals de 28 de maig de 2023 - Xodos                                                                 |                                          |                                     | |                                                      |          |          |
| Candidatura | Candidatura                              | Candidatura                         | Candidats | Vots                                                 | Vots     | Regidors |
| | Compromís per Xodos                      |                                     | Miguel Ferrer Alberich Odiló Galindo Ortells Verónica Falcó Escrig José Luís Artero Escrig Arturo Ángel Aparici Castillo | 56 ( Sí) · 52 ( Sí) · 47 ( Sí) · 46 ( Sí) · 29 ( Sí) | 57,50%   | 5 (+4)   |
| | Partit Popular                           |                                     | Carolina Garía Giner Eden Gonell Penya Iban Asensio Abellà Ana María Gasch Gonell                                        | 14 ( No)) · 16 ( No)) · 12 ( No)) · 6 ( No))         | 15%      | 0 (-4)   |
| | Partit Socialista del País Valencià-PSOE |                                     | Maria Auora Martínez Simo José Pedro Muñoz Marón Antonio Amador Porcar                                                   | 4 ( No) · 2 ( No) · 1 ( No)                          | 2,91%    | 0 ()     |
| | Vots en blanc                            |                                     | | 3                                                    | 3,75%    |          |
| Total vots vàlids i regidors                                                                                       | Total vots vàlids i regidors             | Total vots vàlids i regidors        | Total vots vàlids i regidors                                                                                             | 80                                                   | 100 %    | 5        |
| | Vots nuls                                | Vots nuls                           | Vots nuls | 2                                                    | 2,62%    |          |
| Participació (vots vàlids més nuls)                                                                                | Participació (vots vàlids més nuls)      | Participació (vots vàlids més nuls) | Participació (vots vàlids més nuls)                                                                                      | 82                                                   | 77,35%** |          |
| Abstenció | Abstenció                                | Abstenció                           | Abstenció | 24*                                                  | 22,64%** |          |
| Total cens electoral                                                                                               | Total cens electoral                     | Total cens electoral                | Total cens electoral | 106*                                                 | 100 %**  |          |
| Alcaldessa: Miguel Ferrer Alberich (Compromís) (17/06/2023) Per majoria absoluta dels vots dels regidors           |                                          |                                     | |                                                      |          |          |
| Fonts: JEC, JEZ Castelló, Periòdic Ara. (* No són vots sinó electors. ** Percentatge respecte del cens electoral.) |                                          |                                     | |                                                      |          |          |

### Alcaldes
Des de 2022 l'alcalde de Xodos és Miguel Ferrer Alberich, de Compromís.
| Període                       | Alcalde o alcaldessa                          | Partit polític | Data de possessió     | Observacions         |
| ----------------------------- | --------------------------------------------- | -------------- | --------------------- | -------------------- |
| 1979–1983                     | Avelino Guidotti Gabaldón                     | UCD            | 19/04/1979            | --                   |
| 1983–1987                     | Avelino Guidotti Gabaldón                     | AP-PDP-UL-UV   | 28/05/1983            | --                   |
| 1987–1991                     | Juan Gasch Aparici                            | AP             | 30/06/1987            | --                   |
| 1991–1995                     | Juan Gasch Aparici                            | PP             | 15/06/1991            | --                   |
| 1995–1999                     | Juan Gasch Aparici                            | PP             | 17/06/1995            | --                   |
| 1999–2003                     | Juan Gasch Aparici                            | PP             | 03/07/1999            | --                   |
| 2003–2007                     | Juan Gasch Aparici                            | PP             | 14/06/2003            | --                   |
| 2007–2011                     | Juan Manuel Benages Monfort                   | PP             | 16/06/2007            | --                   |
| 2011–2015                     | Juan Manuel Benages Monfort César Segura Tena | PP             | 11/06/2011 21/02/2014 | Dimissió/renúncia -- |
| 2015–2019                     | César Segura Tena                             | PP             | 13/06/2015            | --                   |
| 2019-2023                     | Augusto Solsona Porcar Miguel Ferrer Alberich | PP Compromís   | 15/06/2019            | --                   |
| Des de 2023                   | Miguel Ferrer Alberich                        | Compromís      | 17/06/2023            | --                   |
| Fonts: Generalitat Valenciana |                                               |                |                       |                      |

## Monuments
- El Castell. Segle XI.

Les restes del Castell de Xodos es troben en la part més alta de la població, sobre un precipici de més de 70 m d'altura. La població fortificada tenia encomanada la protecció, vigilància i defensa de la vall, una excel·lent via de comunicació natural. Actualment només conserva una part de les muralles, els fonaments d'algunes torrasses i la part inferior de la gran torre de l'homenatge. Situat sobre la roca, una gran protuberància del terreny que per la part de l'est es troba tallada a pic sobre la Vega. Malgrat no haver trobat cap escrit sobre l'origen remot, podem aventurar-ne la datació als segles xi i xii, en el període dels regnes de taifes, amb un origen mudèjar.
- El Portal i l'Arxiu. De l'edat mitjana.

El Portal i l'Arxiu conformen el conjunt defensiu que comunica la plaça de l'Església amb l'exterior de la primitiva fortalesa, de manera que el Portal constituïx l'entrada principal del recinte emmurallat. La part superior d'esta estructura, un edifici quadrangular de dues plantes a manera de torrassa defensiva, és l'Arxiu, que rep el nom perquè està dedicat a eixe menester.
- Església de Sant Pere. Del segle xvi.

De construcció renaixentista, amb retocs posteriors, es troba dedicada a sant Pere, amb capelles consagrades a la Mare de Déu Morta i a santa Teresa. A l'interior es troben pintures que presenten motius de Xodos. Cal remarcar també el treball amb claus de la porta principal, que representa el pic de Penyagolosa, el Marinet i sant Cristòfol. El rellotge de la torre és de l'inici del segle xx, restaurat cent anys després.
- Ermita Sant Cristòfol. Del segle xviii.

Petit edifici de planta quadrangular, de façana llisa, amb les parets pintades en blanc. Destaca la portada, en forma d'arc de mig punt i amb els carreus pintats en vermell. La porta és de fusta.
- Ermita del Calvari

## Festes i celebracions
- Festes Patronals. Se celebren les primeres setmanes d'agost en honor de Sant Cristòfol i el Cor de Jesús.

- Cap de setmana de Pasqua. Se celebra l'1 d'abril

- Romeria de Sant Joan. El 24 de juny se celebra la romeria fins al santuari de Sant Joan de Penyagolosa.

- Sant Antoni. El 17 de gener és sant Antoni. La festa se celebra el cap de setmana, sovint el posterior, amb benedicció de cavalleries i repartiment del "prim" a tots els assistents.